# Маундс-Вью (город, Миннесота)
Маундс-Вью (англ. Mounds View) — город в округе Рамси, штат Миннесота, США. На площади 10,7 км² (10,7 км² — суша, 0,1 км² — вода), согласно переписи 2002 года, проживают 12 738 человек. Плотность населения составляет 1195,6 чел./км².
- Телефонный код города — 763
- Почтовый индекс — 55112
- FIPS-код города — 27-44530[1]
- GNIS-идентификатор — 0648158[2]